# Rada Powiatu Wałbrzyskiego
Rada Powiatu Wałbrzyskiego – organ stanowiący i kontrolny samorządu powiatu wałbrzyskiego z siedzibą w Wałbrzychu. Istnieje od 1998 r.; w jego skład wchodzą radni wybierani w powiecie wałbrzyskim, w wyborach bezpośrednich na kadencje trwające 5 lat.

## Wybory do rady
Radni do Rady Powiatu Wałbrzyskiego są wybierani w wyborach co 5 lat w czterech okręgach wyborczych, które nie mają swoich oficjalnych nazw. Zasady i tryb przeprowadzenia wyborów określa odrębna ustawa. Skrócenie kadencji rady może nastąpić w drodze referendum powiatowego.
| Okręg | Gminy                                             | Liczba radnych | Liczba wyborców w 2018 |
| ----- | ------------------------------------------------- | -------------- | ---------------------- |
| 1.    | miasto Boguszów-Gorce                             | 5              | 12 308                 |
| 2.    | gmina Głuszyca, miasto Jedlina-Zdrój, gmina Walim | 6              | 15 448                 |
| 3.    | miasto Szczawno-Zdrój, gmina Stare Bogaczowice    | 3              | 8 013                  |
| 4.    | gmina Czarny Bór, gmina Mieroszów                 | 3              | 9 272                  |
| #     | Razem (Σ)                                         | 17             | 45 041                 |

## Organizacja Rady Powiatu
Radę Powiatu Wałbrzyskiego tworzy 17 radnych, wybierających spośród siebie przewodniczącego i wiceprzewodniczących. 

## Historia Rady Powiatu

### I kadencja (1998–2002)
Prezydium
- Przewodniczący: Michał Pacierpnik
- Wiceprzewodniczący: Bogdan Rosicki, Andrzej Lipiński

Kluby radnych:
- Nasz Powiat – 15 radnych:
  - Sonia Wąsik, Krzysztof Denko, Mieczysław Potapowicz, Michał Pacierpik, Piotr Polański, Leszek Orpel, Jan Wolańczyk, Tadeusz Bołoz, Emil Barcikowski, Alicja Ogorzelec, Stanisław Michalik, Jerzy Detyna, Leszek Świątalski, Józef Piksa, Jan Zajac,
- Sojusz Lewicy Demokratycznej – 12 radnych:
  - Stanisław Kuźniar, Stanisław Kmiecik, Helena Rowińska, Jarosław Migoś, Andrzej Laszkiewicz, Andrzej Lipiński, Janusz Kowalski, Jerzy Karykowski, Waldemar Kucaj-Sołecki, Chlebosław Adamczyk, Edward Podgórski, Bogdan Rosicki,
- Przymierze Społeczne – 3 radnych:
  - Marcel Chećko, Czesław Drąg, Halina Zawierucha,

### II kadencja (18 listopada 2002 r. – 31 grudzień 2002 r.)[5]
Prezydium:
- Przewodniczący: Andrzej Lipiński
- Wiceprzewodniczący: Ewa Dorosz  i Krzysztof Denko

Kluby radnych
Nasz Powiat – 10 radnych: Krzysztof Denko, Krystyna Madeła, Zdzisław Pawluk, Leszek Orpel, Andrzej Lipiński, Marek Fedoruk, Edward Podgórski, Adam Żuraw, Stanisław Michalik, Alicja Ogorzelec,
Sojusz Lewicy Demokratycznej – Unia Pracy – 7 radnych: Marcel Chećko, Janusz  Kowalski, Andrzej Laszkiewicz, Halina Zawierucha, Jarosław Stachowiak, Ewa Dorosz, Andrzej Hac
Niezależni – 2 radnych: Mariusz Kutek i  Zdzisław Łazanowski

### III kadencja (2006–2010)
Prezydium
- Przewodniczący: Andrzej Lipiński
- Wiceprzewodniczący: Jan Jóskowski
- Wiceprzewodniczący: Marek Ratusznik

Kluby radnych:
- Platforma Obywatelska – 7 radnych:
  - Tomasz Senyk, Zbigniew Downar, Mariola Wybraniec, Ireneusz Zarzecki, Jan Jóskowski, Augustyn Skrętkowicz, Andrzej Lipiński,
- Prawo i Sprawiedliwość – 7 radnych:
  - Andrzej Zieliński, Kamil Zieliński, Eugeniusz Stanisławek, Bartłomiej Grzegorczyk, Piotr Zimnicki, Marek Ratusznik, Alicja Ogorzelec,
- Lewica i Demokraci – 7 radnych:
  - Krystyna Herman, Kazimierz Sroka, Bogusław Dyszkiewicz, Dorota Bekier, Zygmunt Nowaczyk, Marcel Chećko, Robert Ławski,
- Wałbrzyska Wspólnota Samorządowa – 7 radnych:
  - Sławomir Gromniak, Grażyna Lewandrowska, Iwona Gorgoń, Longin Rosiak, Małgorzata Grzybowska, Edward Podgórski, Beata Żołnieruk,
- Niezależni – 1 radny:
  - Andrzej Marciniak (Obywatelskie Forum Samorządowe)

### IV kadencja (2010–2014)
Prezydium
- Przewodniczący: Szymon Heretyk
- Wiceprzewodniczący: Mariusz Kotarba
- Wiceprzewodniczący: Jan Jóskowski

Kluby radnych:
- Platforma Obywatelska – 11 radnych:
  - Tomasz Senyk, Zbigniew Downar, Katarzyna Modrzejewska, Monika Wybraniec, Ireneusz Zarzycki, Jan Jóskowski, Piotr Głąb, Arkadiusz Mucha, Waldemar Kujawa, Andrzej Lipiński, Adam Hausman,
- Wałbrzyska Wspólnota Samorządowa – 7 radnych:
  - Andrzej Gniatkowski, Grzegorz Kozłowski, Marcin Nowak, Mirosław Mróz, Longin Rosiak, Patrycja Grzebska, Małgorzata Rosiak,
- Sojusz Lewicy Demokratycznej – 8 radnych:
  - Zdzisław Tomczak, Szymon Heretyk, Mariusz Kotarba, Krzysztof Paciepnik, Zygmunt Nowaczyk, Marcel Chećko, Andrzej Laszkiewicz, Ewa Dorosz
- Prawo i Sprawiedliwość – 3 radnych:
  - Bogumił Gwoździk, Bartłomiej Grzegorczyk, Marek Tarnacki.

### V kadencja (2014–2018)
Prezydium
- Przewodniczący: Józef Piksa
- Wiceprzewodniczący: Krzysztof Krajewski
- Wiceprzewodniczący: Grażyna Owczarek

Kluby radnych:
- Platforma Obywatelska – 8 radnych:
  - Leonard Górski, Mirosław Potapowicz, Krzysztof Krajewski, Roman Głód (w związku z objęciem stanowiska burmistrza Głuszycy, radną została Dorota Piotrzkowska), Grzegorz Walczak, Arkadiusz Mucha, Andrzej Lipiński, Jarosław Buzarewicz
- Polskie Stronnictwo Ludowe – 4 radnych:
  - Jacek Cichura, Józef Piksa, Grażyna Owczarek, Stanisław Janor
- Prawo i Sprawiedliwość – 3 radnych:
  - Krzysztof Kwiatkowski, Bogusław Uchmanowicz, Marek Tarnacki
- Nasz Powiat
  - Kamil Orpel, Marek Fedoruk (w związku z objęciem stanowiska burmistrza Szczawna-Zdroju, radną została Ewa Woźniak)

### Vi kadencja (od 2018)
Kluby radnych:
- KWW z Poparciem Romana Szełemeja – 8 radnych:
  - Leonard Górski, Jarosław Buzarewicz, Jolanta Woźniak, Kamil Orpel, Ewa Dorosz, Łukasz Kazek, Bogdan Stochaj, Ramona Bukowska
- KWW Ziemi Wałbrzyskiej – 6 radnych:
  - Adam Zdeb, Mirosław Potapowicz, Krzysztof Kwiatkowski, Piotr Pol, Bogusław Uchmanowicz, Stanisław Skrzyniarz
- Prawo i Sprawiedliwość – 3 radnych:
  - Iwona Frankowska, Marek Masiuk, Sylwestra Wawrzyniak